# Hyantis amplius
Hyantis amplius är en fjärilsart som beskrevs av Brooks 1939. Hyantis amplius ingår i släktet Hyantis och familjen praktfjärilar. Inga underarter finns listade i Catalogue of Life.